# Blackburn Baffin
Blackburn B-5 Baffin — биплан-торпедоносец, дальнейшее развитие самолёта Blackburn Ripon.
Баффин был спроектирован майором Ф А Бампусом для удовлетворения потребностей воздушных сил флота. Самолёт был построен по классической схеме, это был двухместный биплан смешанной конструкции с тканевым покрытием. Вооружение состояло из одного курсового пулемёта Виккерса калибра 7,7 мм и одного турельного 7,7 мм пулемёта Льюиса, служившего для защиты задней полусферы. «Баффин» мог нести разнообразное бомбовое вооружение: одну 1800-фунтовую бомбу, или 1576-фунтовую торпеда Mk VIII или Mk IX, или три 530-фунтовые или шесть 250-фунтовых бомб.

## Создание
В начале 1930-х годов эскадрильи бомбардировщиков и торпедоносцев Военно-Воздушных сил флота были оснащены «Блэкберн Рипон». Хотя Ripon поступил на вооружение только в 1930 году, он был оснащен старым двигателем Napier Lion с водяным охлаждением. Было понятно, что его замена современным радиальным двигателем с воздушным охлаждением увеличит полезную нагрузку и упростит техническое обслуживание. В 1932 году Блэкберн решил построить два прототипа радиально-двигательных Рипонов, один из них был оснащён двигателем Armstrong Siddeley Tiger, а второй был оснащён Bristol Pegasus (Последний вариант был инициативой самого КБ Blackburn). Прототип с двигателем Pegasus впервые поднялся в воздух 30 сентября 1932 года, и по итогам испытаний было решено производить самолёты именно с этим двигателем. Сразу после окончания испытаний Blackburn получил заказ на постройку 26 новых машин, а также на установку новых двигателей на 38 недостроенных Ripon, производство которых началось в 1933 году.
В 1935 году, из-за проблем с надежностью, связанных с двигателями Armstrong Siddeley Tiger, было заказано ещё 26 конверсий (перестроек Рипонов в Баффины).
Впоследствии на Баффины стали устанавливать новый двигатель Pegasus II.M3 мощностью 580 л. с. Эта модификация называлась Baffin T8A.

## Эксплуатация
Два опытных образца и 33 серийных «Баффина» были отправлены в Госпорт, там они служили в качестве учебных машин и применялись для отработки торпедирования и посадок на авианосец.
Blackburn Baffin стояли на вооружении 810, 811, 812 и 820 эскадрильй воздушных сил флота. 810-я и 820-я эскадрильи базировались на авианосце «Корейджес», 811-я на «Фьюриесе» а  812-я на авианосцах «Игл» и «Глориес». Кроме того, 14 самолётов были направлены на Мальту для несения службы в Средиземном море.
Baffin прослужил всего два года, прежде чем его сменили Blackburn Shark и Fairey Swordfish, а 812-я эскадрилья продолжала летать на «Баффинах» до декабря 1936 года. Все британские самолёты, по-видимому, были сняты с вооружения до начала Второй мировой войны.
В 1937 году Новая Зеландия приобрела у Великобритании 29 Blackburn Baffin для оснащения эскадрилий территориальных ВВС в Окленде, Веллингтоне и Крайстчерче. Двадцать четыре из них оставались на вооружении к началу войны, 16 в Веллингтоне и 8 в Крайстчерче. В начале войны эти самолёты использовались в качестве учебных. После осознания угрозы, исходящей от надводных рейдеров, Королевские ВВС Новой Зеландии вернули самолёты в боевые части, они были объединены в общую разведывательную эскадрилью Новой Зеландии, которую впоследствии разделили на две эскадрильи. «Баффины» были заменены Локхидом Хадсоном до начала войны с Японией.

## Операторы
Великобритания
- Королевские ВВС - Воздушные силы флота
  - 810 Эскадрилья
  - 811 Эскадрилья
  - 812 Эскадрилья
  - 820 Эскадрилья

 Новая Зеландия
- Королевские ВВС Новой Зеландии
  - 1 Эскадрилья
  - 2 Эскадрилья
  - 3 Эскадрилья

## Варианты
- T.5J Ripon Mk V : Прототип. 
  - Blackburn B-4 : Обозначение первого прототипа.
  - Blackburn B-5 : Обозначение второго прототипа.
- Baffin Mk I : Двухместный бомбардировщик-торпедоносец для Королевского флота.

## Технические Характеристики (T. 8 Baffin)

### Тенические характеристики[5]
Экипаж: 2 человека
Длина: 11,678 м
Размах крыльев: 13,67 м
Ширина: 5,44 м (со сложенным крылом)
Высота: 3,91 м
Площадь крыла: 63,5 м2
Масса пустого: 1,444 кг
Максимальная масса: 3,452 кг
Силовая установка: 1 × Bristol Pegasus I. M3 9-цилиндровый радиально-поршневой двигатель с воздушным охлаждением
Пропеллер: двухлопастной пропеллер фиксированного шага

### Летные характеристики[5]
Максимальная скорость: 219 км/ ч, на высоте 1 981 м
Дальность полёта: 790 км
Время полёта: 4 часа 30 минут
Практический потолок: 4600 м
Скороподъёмность: 3,0 м/с на высоте 1524 м
Мощность: 565 л.с.

### Вооружение

#### Стрелковое
1 × курсовой пулемёт Виккерса калибра 7,7 мм
1 × турельный пулемёт Льюиса калибра 7,7 мм

#### Бомбовое
1 × 1800 фунтовая (820 кг) бомба
1 × 457 мм торпеда
или 1600 фунтов (730 кг) бомб.